# Earl of Dublin
Earl of Dublin war ein erblicher britischer Adelstitel, der zweimal in der Peerage of Ireland und einmal in der Peerage of the United Kingdom geschaffen wurde.

## Verleihungen und weitere Titel
Erstmals wurde der Titel am 22. Oktober 1766 in der Peerage of Ireland für Prince Henry, den jüngeren Bruder König Georgs III. verliehen, als nachgeordneter Titel zum ihm gleichzeitig in der Peerage of Great Britain verliehenen Titel Duke of Cumberland and Strathearn. Die Titel erloschen 1790 bei seinem kinderlosen Tod.
In zweiter Verleihung wurde der Titel am 24. April 1799 in der Peerage of Ireland für Prince Edward, den vierten Sohn König Georgs III, neu geschaffen, als nachgeordneter Titel zum ihm gleichzeitig in der Peerage of Great Britain verliehenen Titel Duke of Kent and Strathearn. Bei seinem Tod 1820 hinterließ er keine Söhne, sodass seine Titel erloschen.
Ein drittes Mal wurde der Titel am 17. Januar 1850 in the Peerage of the United Kingdom für Albert Edward, Prince of Wales, den ältesten Sohn von Königin Victoria geschaffen. Als Kronprinz war er bereits seit 1841 Prince of Wales. Als er 1901 als Eduard VII. zum König gekrönt wurde erloschen seine Titel durch Verschmelzen mit der Krone.

## Liste der Earls of Dublin

### Earls of Dublin, erste Verleihung (1766)
- Henry, Duke of Cumberland and Strathearn, 1. Earl of Dublin (1745–1790)

### Earls of Dublin, zweite Verleihung (1799)
- Edward, Duke of Kent and Strathearn, 1. Earl of Dublin (1767–1820)

### Earls of Dublin, dritte Verleihung (1850)
- Albert Edward, Prince of Wales, 1. Earl of Dublin (1728–1807) (Titel mit Krone verschmolzen, 1901)